# Konojad
Konojad (prononciation : [kɔˈnɔjat]) est un village polonais de la gmina de Kamieniec dans le powiat de Grodzisk Wielkopolski de la voïvodie de Grande-Pologne dans le centre-ouest de la Pologne.
Il se situe à environ 5 kilomètres à l'est de Kamieniec (siège de la gmina), à 15 kilomètres au sud-est de Grodzisk Wielkopolski (siège de la gmina et du powiat) et à 36 kilomètres au sud-ouest de Poznań (capitale régionale).

## Histoire
De 1975 à 1998, le village faisait partie du territoire de la voïvodie de Poznań.

Depuis 1999, Konojad est situé dans la voïvodie de Grande-Pologne.
Le village possède une population de 498 habitants en 2011.